# 聖若瑟瞻禮
聖若瑟瞻禮（Feast of Saint Joseph），聖公會稱為聖約瑟日（Saint Joseph's Day），是在每年的3月19日，目的是要紀念以及表揚聖若瑟對天主教的貢獻，澳門聖若瑟教區中學、香港聖若瑟英文中學等也以這日作為該校校慶。